# Walter Payton

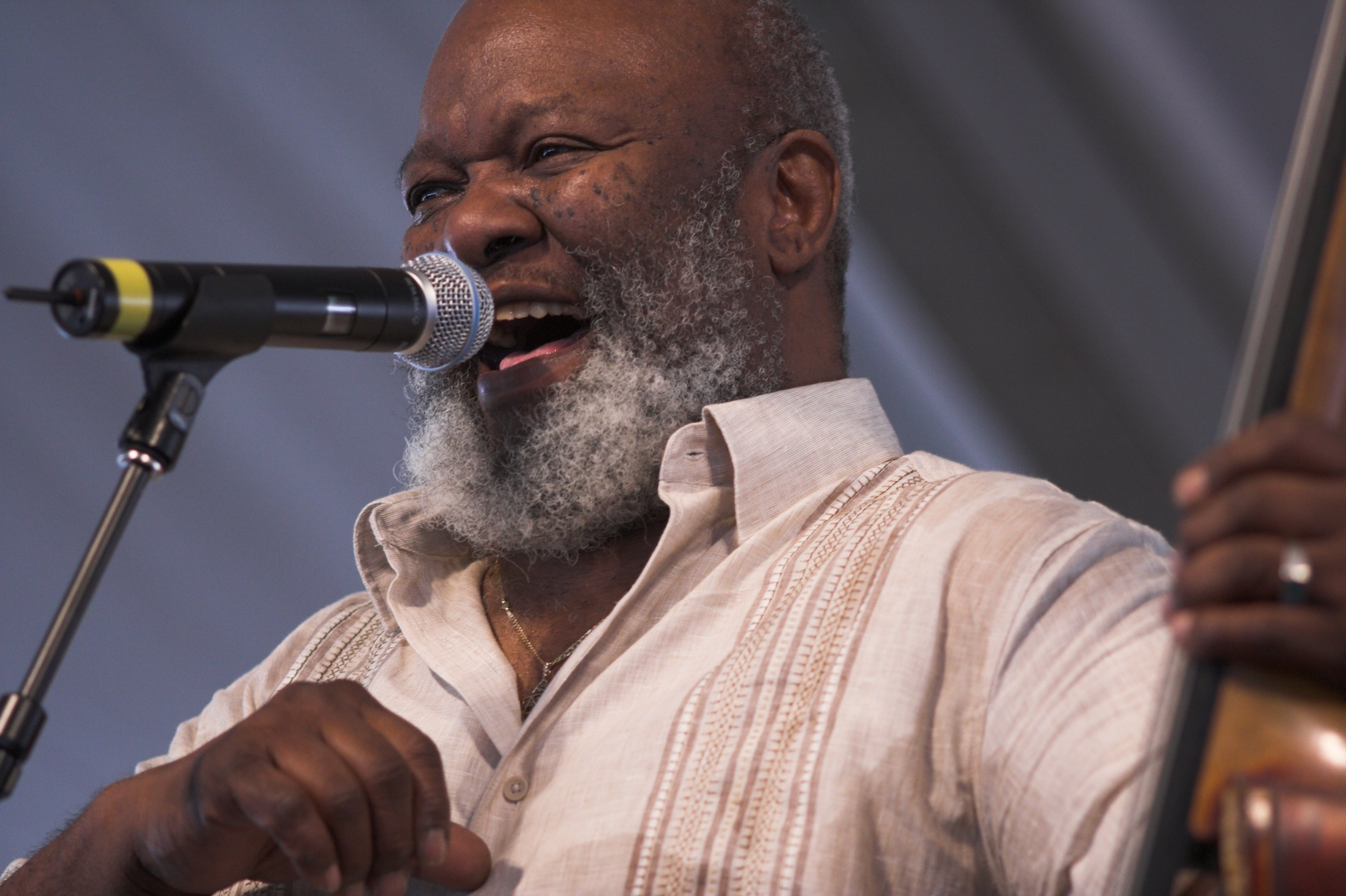
Walter Payton in 2008.

Walter Payton, jr. (New Orleans, 23 augustus 1942 - aldaar, 28 oktober 2010) was een Amerikaanse jazzbassist en -sousafonist. 
Payton was in 1967 een van de oprichters van de New Orleans Ragtime Orchestra. Hij speelde in het Louisiana Repertory Jazz Ensemble, de Heritage Hall Jazz Band, de Excelsior Brass Band, de Preservation Hall Jazz Band en de Young Tuxedo Brass Band. Ook leidde hij zijn eigen groepen, de Snap Bean Band en Gumbo File (waarmee hij een album maakte).
Payton werkte verder mee aan opnames van Lee Dorsey ('Working in the Coalmine', 1966), Aaron Neville ('Tell It Like It Is', 1966), June Gardner, Kermit Ruffins, Michael White en zijn zoon Nicholas Payton (het album 'Dear Louis', 2001). Ook werkte hij samen met bijvoorbeeld Harry Connick, Jr., Champion Jack Dupree en Nancy Wilson.

## Discografie
- Red Top (live-opnames met de Snap Bean Band), 504 Records, 2000
- Live in Store at the Louisiana Music Factory (live-opnames met de Gumbo File Band), 504 Records, 2002

- Gemeinsame Normdatei: 134800567
- International Standard Name Identifier: 0000 0000 5552 8057
- Library of Congress Control Number: n2003125137
- MusicBrainz: cc735d80-3981-46d0-a639-d6b53b7cf249
- Virtual International Authority File: 51071662
- WorldCat: E39PBJmTt69VjvfRg9kggvw3cP